# Open Heart Choir
Open Heart Choir är en blandad kör som bildades i Stockholm år 2000, i Uppsala år 2006 och södra Dalarna år 2011.  Kören avvecklades 2014 på samtliga orter men återstartades i Dalarna 2020.
Kören kännetecknas av att inlärningen sker på gehör samt att alla sånger speglar det öppna hjärtat med inspiration hämtad från olika andliga traditioner. Under första perioden avslutades terminerna med konserter där nettointäkterna skänktes till välgörenhet (mer än 120 000 kr – till och med juni 2014).

## Dirigenter
- 2000-2002 Magnus Holmén, Carolina Jareno och Elin Bergström
- 2003-     Dana Hofford Roxendal

## Diskografi
- Open Heart Choir, inspelad vid körens debutkonsert 11 februari 2001
- Open Heart Choir - Det bästa från 2003, en samlingsskiva med utvalda sånger från fyra konserter under 2003
- Open Heart Choir och kören Essensen, inspelad vid konserten 23 januari 2008